# Hugo Calderano
Hugo Marinho Borges Calderano (Rio de Janeiro, 22 de junho de 1996) é um mesa-tenista luso-brasileiro, de empunhadura clássica destra, considerado o maior jogador das Américas na história deste esporte. Em janeiro de 2022, atingiu o 3° lugar no ranking mundial, a melhor colocação de um jogador das Américas na história. Hugo retomou o posto de 3° do mundo após alcançar a semifinal olímpica em 2024, feito inédito entre mesatenistas do continente. Em 20 de abril de 2025, Calderano fez história ao se tornar campeão da Copa do Mundo de Tênis de Mesa, sendo o primeiro mesatenista masculino de fora dos continentes asiático ou europeu a obter um título mundial individual.
Ele é o primeiro jogador da América Latina a alcançar o Top 10 do Ranking Mundial da ITTF. Em 2024, completou 7 anos seguidos dentro do top 10. Calderano já terminou pelo menos entre os três primeiros em quase todas as competições mais importantes do mundo, como o Campeonato Mundial de Tênis de Mesa, a Copa do Mundo de Tênis de Mesa, a Grande Final do ITTF World Tour, o WTT Champions e o Grand Smash, além de ter sido 4º colocado nos Jogos Olímpicos. Ele também é conhecido por vencer o chinês Fan Zhendong duas vezes: nas quartas de final da Grande Final do ITTF World Tour 2018 em Incheon, Coreia do Sul, e no 2024 WTT Champions também realizado em Incheon. Ele também derrotou o chinês Liang Jingkun nas quartas de final do WTT Champions Chongqing de 2024. Na final da Copa do Mundo de Tênis de Mesa de 2025, realizada em Macau, na própria China, ele derrotou 2 chineses em sequência, os dois melhores do ranking mundial naquele momento, o nº 2 mundial Wang Chuqin na semifinal e o nº 1 do mundo  Lin Shidong na final.
Em 2015, Hugo foi indicado pela primeira vez ao ITTF Star Awards, a mais importante premiação do tênis de mesa, como atleta revelação do ano. Em 2018, tornou-se o primeiro brasileiro finalista de uma etapa platinum do Circuito Mundial, no Aberto do Catar. Seus bons resultados neste ano levaram a Federação Internacional de Tênis de Mesa a indicá-lo ao ITTF Star Awards como melhor mesatenista masculino do mundo no ano. Ocupava, em 2023, a 4ª posição no ranking mundial.

## Carreira
Nas divisões de base, Hugo foi campeão sul-americano, latino-americano e conquistou títulos expressivos como o Sub-16 no Aberto da Suécia e a medalha de bronze no Desafio Mundial Infantil em Porto Rico.
Em 2009, ganhou o Prêmio Brasil Olímpico de melhor atleta escolar, assim, foi incluído no programa Bolsa Atleta.
Porém, começou realmente a fazer fama nacional no ano de 2011, quando, com apenas 15 anos, derrotou pela primeira vez Hugo Hoyama.
Em 2012, entrou para história do esporte nacional ao ser o primeiro brasileiro a liderar o ranking do Circuito Mundial Juvenil (sub-18) de tênis de mesa. Em Julho, foi escolhido como um "potencial participante" da próxima edição dos Jogos pelo COB, que o levou a Londres, através do projeto batizado pelo COB como Projeto Vivência Olímpica.

### 2014-2016
Em 2014, conquistou a medalha de bronze nos Jogos Olímpicos da Juventude, vencendo Heng Wei Yang, de Taipei, por 4 sets a 2, parciais de 11/9, 11/8, 11/9, 9/11, 9/11 e 12/10. Ele também foi medalhista de prata no torneio ITTF Grand Final U21, campeão do Japan U21 Open, campeão brasileiro de simples adulto e campeão latino-americano adulto.
Em agosto de 2014, Hugo estreou na primeira divisão da Bundesliga, a liga alemã de tênis de mesa, defendendo a equipe de Ochsenhausen. Em outubro do mesmo ano, causou sensação ao derrotar o ídolo alemão Timo Boll por 3 sets a 0.
Em 2015, conquistou duas medalhas de ouro nos Jogos Pan-Americanos, no individual e por equipes. Também foi campeão latino-americano individual e por equipes e medalhista de prata no torneio de duplas do Qatar Open. Participou do Campeonato Mundial de Tênis de Mesa de 2015, perdendo na 2ª rodada.
Em 2016, Calderano foi campeão latino-americano, pela terceira vez, no individual e por equipe; campeão da Copa Latino-Americana de Tênis de Mesa, na Guatemala; campeão sub-21 do Aberto do Kuwait; medalhista de prata no Aberto da Áustria em simples e campeão do Aberto da Suécia em duplas. Em outubro de 2016, Calderano, 31º do ranking mundial, perdeu nas oitavas de final da Copa do Mundo, em Saarbrücken, na Alemanha, por 4 a 0 (8/11, 5/11, 6/11 e 7/11) para o chinês Xu Xin, 3° no ranking mundial, no segundo evento mais importante da temporada, atrás apenas dos Jogos Olímpicos.

### Jogos Olímpicos de 2016
Nos Jogos Olímpicos do Rio 2016, igualou a melhor marca de um brasileiro na competição, feita anteriormente por Hugo Hoyama em Atlanta 1996. Calderano chegou às oitavas de final, quando foi eliminado pelo japonês Jun Mizutani por 4 sets a 2.

### 2017-2020

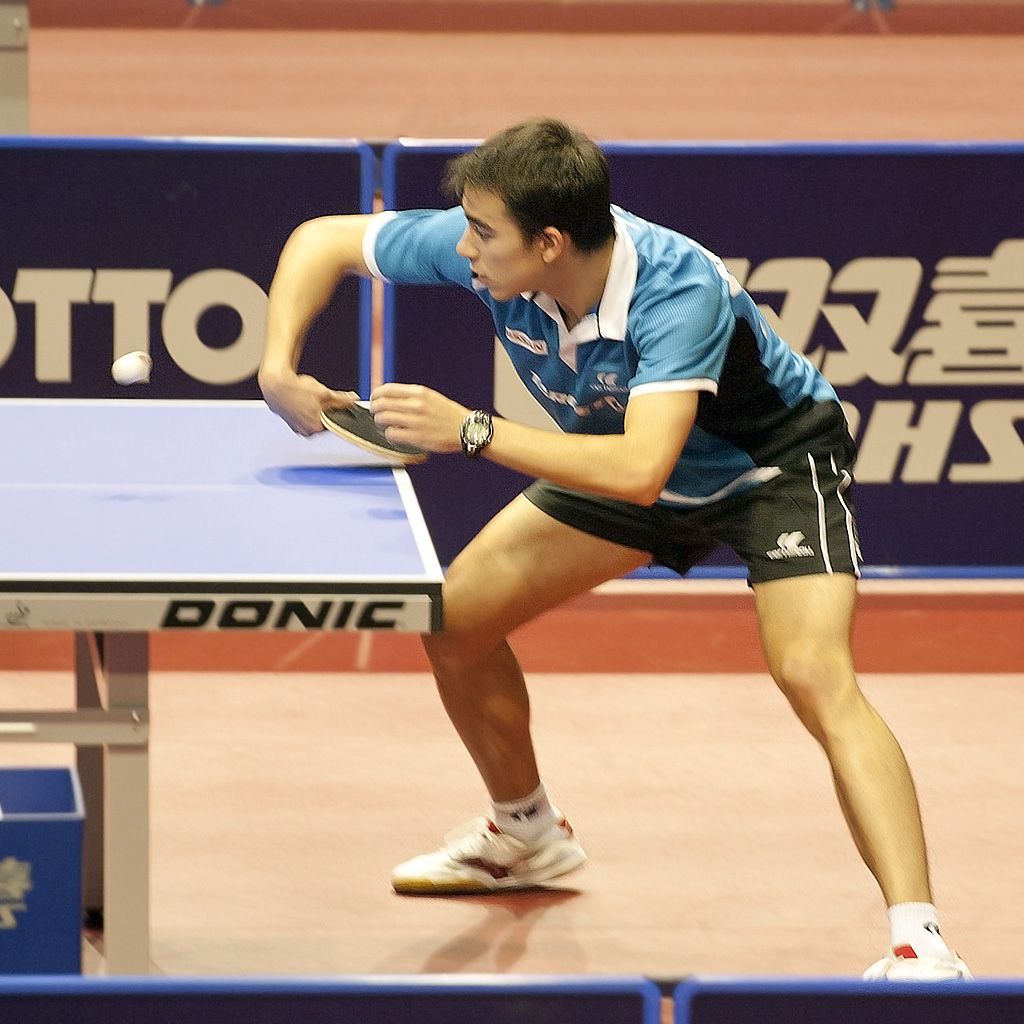
Hugo Calderano em 2017

Em 2017, venceu o Aberto do Brasil na categoria individual e também em duplas, junto com Gustavo Tsuboi.
Calderano entrou no top 20 mundial do tênis de mesa em janeiro de 2017. Quando era o n° 25 do ranking mundial, participou do Campeonato Mundial de Tênis de Mesa de 2017, perdendo na 3ª rodada para o chinês Xu Xin – 3º melhor do mundo – por 4 a 1 (parciais de 10/12, 11/7, 6/11, 3/11 e 4/11). No Campeonato Pan-Americano de Tênis de Mesa de 2017, realizado em Cartagena, conquistou duas medalhas de ouro, no individual e por equipes. Neste ano, também conquistou a medalha de bronze no individual e por duplas no Aberto da República Tcheca; foi campeão individual e por duplas do Aberto do Brasil e medalhista de prata no torneio de duplas do Aberto da Hungria.
No Campeonato Mundial de Tênis de Mesa por equipes de 2018, Calderano chegou às quartas de final, jogando com Gustavo Tsuboi e Eric Jouti.

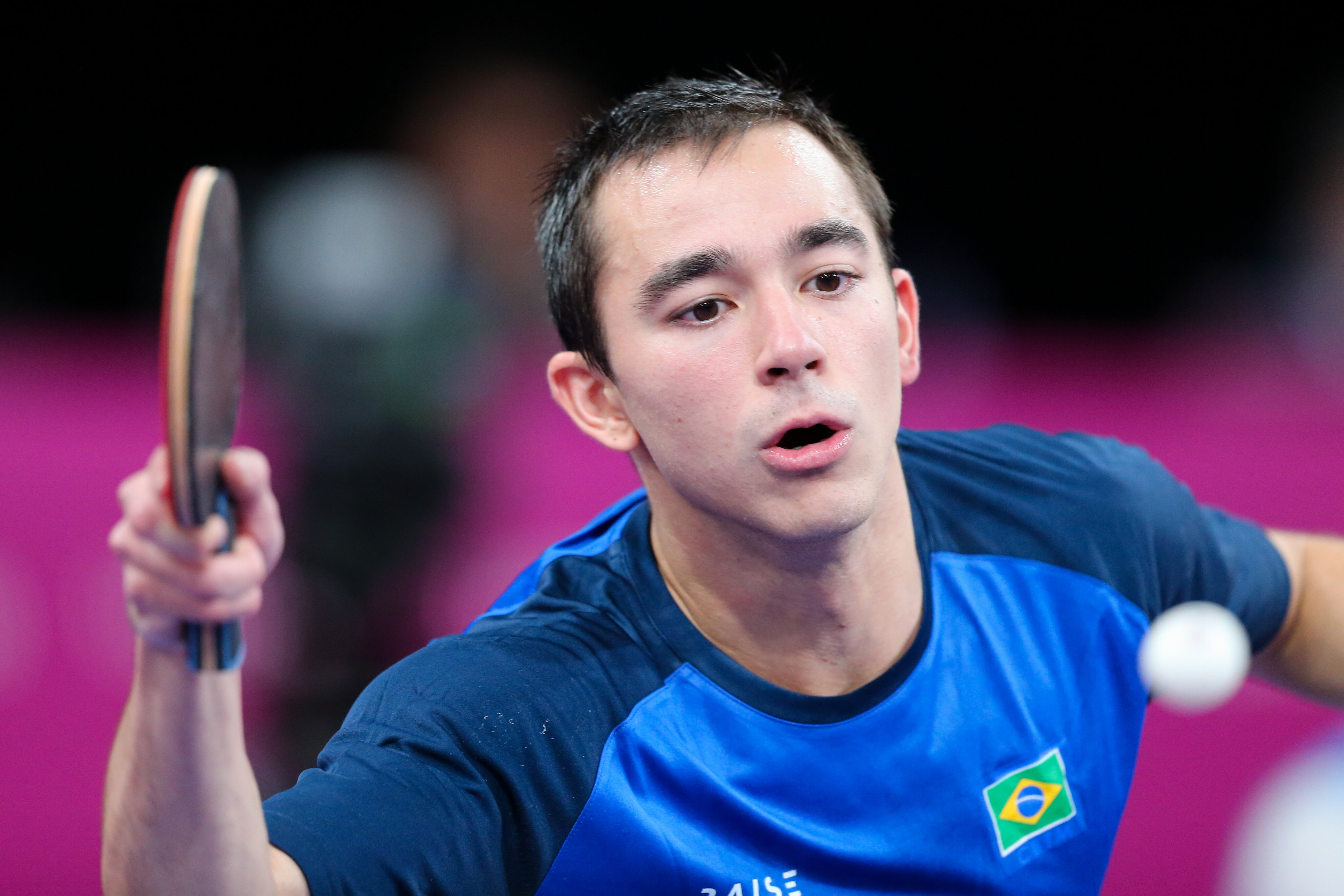
Hugo Calderano (Brasil) nas quartas de final do individual do tênis de mesa nos Jogos Pan-Americanos de Lima 2019.

Na Copa Pan-Americana ITTF 2018, Calderano conquistou a medalha de ouro.
Calderano entrou no top 10 mundial do tênis de mesa em julho de 2018. Em dezembro de 2018, Calderano conquistou uma histórica medalha de bronze na Grande Final do ITTF World Tour 2018. Nas semifinais, poucas horas depois de vencer o chinês Fan Zhendong, número 1 do mundo (maior vitória da vida de Calderano) e eleito melhor jogador da temporada, Calderano foi derrotado pelo japonês Tomokazu Harimoto, quinto colocado no ranking mundial, por 4 a 0 (7/11, 8/11, 8/11 e 5/11). O fenômeno japonês, de apenas 15 anos, disputou a partida das quartas de final no dia anterior. Calderano teve menos de cinco horas para se recuperar de um duelo extremamente cansativo contra o melhor do mundo. Calderano começou o ano em 17º lugar no ranking mundial e chegou ao torneio em sexto lugar no ranking.
Na Copa Pan-Americana ITTF 2019, Calderano conquistou a medalha de ouro e sagrou-se bicampeão do torneio.
Nos Jogos Pan-Americanos de 2019, Calderano conquistou o ouro em simples – se sagrando bicampeão da competição – derrotando na final o chinês naturalizado dominicano Jiaji Wu, além de obter o ouro por duplas e o bronze por equipes.
No Campeonato Mundial de Tênis de Mesa de 2019, Calderano chegou à quarta rodada (oitavas de final), onde enfrentou o chinês Ma Long, bicampeão mundial e campeão olímpico, e foi derrotado por 4 sets a 1 (parciais de 8/11, 11/8, 1/11, 3/11 e 8/11).
Na Copa Pan-Americana ITTF 2020, Calderano conquistou a medalha de ouro e sagrou-se tricampeão do torneio.

### Jogos Olímpicos de 2020

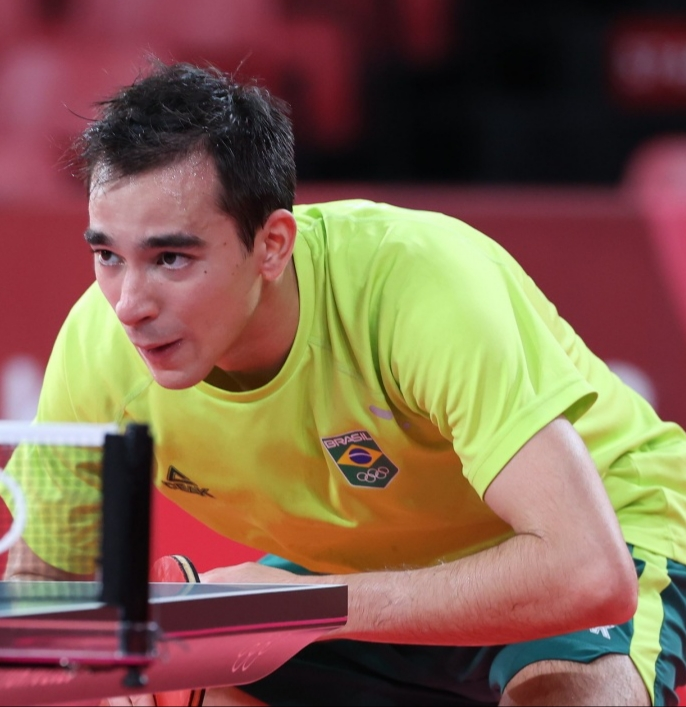
Hugo Calderano em 2021

Em fevereiro de 2021, Calderano já estava há três anos entre os dez melhores jogadores do mundo no tênis de mesa, e estava em sexto lugar no ranking mundial. Calderano se classificou para os Jogos Olímpicos de Tóquio 2020 como cabeça de chave n° 4, sendo o melhor não-asiático no ranking mundial.
Ao derrotar o sul-coreano Jang Woojin, 12º do ranking, por 4 sets a 3, ele se tornou o primeiro latino-americano a chegar às quartas de final do tênis de mesa nos Jogos Olímpicos. Seu desafio olímpico terminou nas quartas de final com uma derrota por 4 sets a 2 contra o alemão Dimitrij Ovtcharov, medalhista olímpico de bronze em Londres 2012, que acabou obtendo o bronze em Tóquio 2020 novamente.

### 2021-2024
Em setembro de 2021, Calderano entrou pela primeira vez no top 5 mundial do tênis de mesa. Ele obteve o feito após conquistar o maior título da história do tênis de mesa brasileiro, vencendo o WTT Star Contender de Doha, um nível de campeonato que se equipara a um Masters 1000 de tênis.
No Campeonato Pan-Americano de Tênis de Mesa de 2021, Calderano sagrou-se bicampeão no individual e por equipes.
No Campeonato Mundial de Tênis de Mesa de 2021, Calderano chegou às quartas de final, onde enfrentou o chinês Liang Jingkun, e abriu 3 sets a 0, mas acabou eliminado por 4 a 3. Com isso, alcançou o melhor resultado da história do Brasil neste torneio, terminando na 5ª colocação.
Em dezembro de 2021, Calderano conquistou mais uma medalha histórica, ao levar o bronze nas finais da WTT Cup, torneio que encerrou a temporada deste ano e contou com os 16 melhores mesatenistas da temporada, em Cingapura. O evento substituiu as Grandes Finais da ITTF deste ano, quando o circuito internacional sofreu algumas alterações. Calderano fechou 2021 como a melhor temporada de sua carreira, ficando em quarto lugar no ranking mundial.
Em novembro de 2022, no Campeonato Pan-Americano de Tênis de Mesa de 2022, Calderano sagrou-se tricampeão Pan-Americano nas categorias individual e por equipes. O mesatenista ficou sete anos invicto nesta competição continental.
Em março de 2023, Calderano disputou o Grand Smash de Singapura, torneio que conta com a participação de todos os 20 melhores do mundo. Ele derrotou Yukiya Uda, nº 20 do mundo, na 2a rodada; Darko Jorgic, nº 10 do mundo, nas oitavas de final; Quadri Aruna, nº 14 do mundo, nas quartas de final, e perdeu somente para o chinês Ma Long, nº 2 do mundo, na semifinal, terminando com um histórico bronze.
Em maio de 2023, Calderano foi disputar o Campeonato Mundial de Tênis de Mesa de 2023. Porém, não treinava há 10 dias, após sentir a lesão sofrida em sua competição anterior, o WTT Champions Macau. Em Macau, na derrota para o chinês Ma Long, Calderano escorregou durante um ponto e sentiu dores no tendão da coxa. Por conta disso, foi eliminado no 1º turno pelo porto-riquenho Brian Afanador, 74º colocado no ranking mundial, por 4 sets a 2, mesatenista com quem Calderano já havia jogado outras quatro vezes, sempre com o brasileiro vencendo.
Em julho de 2023, Hugo Calderano atingiu a marca de 250 semanas consecutivas no Top 20 mundial do tênis de mesa.
No WTT Star Contender de Ljubljana 2023, na Eslovênia, Calderano chegou às semifinais, onde enfrentou  o chinês Fan Zhendong, número dois do mundo. Depois de começar perdendo de 2 sets a 0, Calderano empatou o jogo em 2 sets a 2. No último set, o chinês conseguiu vencer por 11 a 7, indo para a final e tornando-se campeão do torneio.
Em setembro de 2023, no Campeonato Pan-Americano de Tênis de Mesa de 2023, Calderano sagrou-se tetracampeão individual e na categoria por equipes, permanecendo invicto nesta competição continental.
Em novembro de 2023, participando dos Jogos Pan-Americanos de 2023, em Santiago, no Chile, Calderano fez história ao se tornar o primeiro tricampeão consecutivo de tênis de mesa em Jogos Pan-Americanos. Ela também ganhou ouro em equipes e prata em duplas.
Em 2023, Calderano também venceu 3 torneios WTT Contender (Doha, Durban e Mascate).
Em janeiro de 2024, foi vice-campeão do WTT Star Contender Goa, na Índia, torneio comparável a um Masters 1000 de tênis. Calderano derrotou nas semifinais o alemão Dimitrij Ovtcharov, 12º do ranking mundial, e já havia vencido o sul-coreano Lim Jonghoon (18º) e o sueco Anton Källberg (17º).
No WTT Champions (torneio que reúne os 32 melhores do mundo no tênis de mesa) realizado na cidade de Incheon, realizado no final de março de 2024, Calderano realizou uma das maiores campanhas de sua vida. Nas quartas de final, eliminou o francês Felix Lebrun, 5º melhor do mundo, que havia lhe tirado o título do WTT Star Contender de Goa em janeiro. Na semifinal, venceu o atual bicampeão do mundo em simples, medalhista de prata em Tóquio 2020 e nº 2 do ranking mundial, o chinês Fan Zhendong, por 4 sets a 2, chegando à final contra outro chinês, Liang Jingkun, nº 3 do mundo. Calderano acabou com o vice-campeonato do torneio. Foi o único não-chinês a chegar nas semifinais deste torneio, incluindo o masculino e o feminino.
Na Copa do Mundo de 2024, agora em novo formato, Calderano começou vencendo seus 2 jogos na fase de grupos por 4 sets a 0. Nas oitavas de final, porém, foi sorteado para jogar com o n.1 do mundo, o chinês Wang Chuqin. Calderano protagonizou com o chinês um jogo de alto nível, onde o brasileiro saiu na frente, vencendo por 2 sets a 1. O líder do ranking venceu os 2 sets seguintes, ficando na vantagem por 3 sets a 2. No sexto set, muito disputado, Chuquin conseguiu vencer em um apertado 13/11, passando às quartas de final.
Jogando no maior torneio de tênis de mesa do Brasil, o WTT Contender do Rio de Janeiro, em maio de 2024, se tornou campeão pela primeira vez, perdendo apenas 1 set em toda a competição.
Participando do WTT Champions de Chongqing, na China, Calderano fez outra campanha excelente ao chegar nas semifinais do torneio, eliminando o medahista olímpico Dimitrij Ovtcharov na 2a rodada e derrotando pela primeira vez na carreira o chinês Liang Jingkun, número três do mundo no momento, nas quartas de final. Tendo que jogar as quartas e as semifinais no mesmo dia, acabou sendo eliminado pelo também chinês Fan Zhendong. Neste torneio, Calderano foi o único não-chinês ou não-descendente de chinês a chegar nas semifinais, tanto da chave masculina como da feminina.
No WTT Star Contender de Ljubljana 2024, na Eslovênia, Calderano chegou à semifinal depois de derrotar o sueco Mattias Falck, que foi vice-campeão mundial em 2019. Na semi, derrotou Cho Daeseong, nº 25 do mundo, e na final, Félix Lebrun, nº 5 do mundo (em ambos os jogos, sem perder sets) para obter pela segunda vez um troféu de Star Contender, sendo um dos maiores títulos de sua carreira.
Após o título na Eslovênia, Calderano garantiu o posto de cabeça-de-chave nº4 na Olimpíada de Paris, e resolveu não disputar as duas últimas etapas do Circuito WTT, em Lagos, na Nigéria, e em Túnis, na Tunísia, para descansar.
Em julho de 2024, ele completou 300 semanas seguidas como top 10 mundial do ranking da ITTF. Em outubro do mesmo ano, se tornou pentacampeão na categoria individual do Campeonato Pan-Americano.

### Jogos Olímpicos de 2024
Por estar em 6º do Ranking Mundial da ITTF, e pelo fato de cada país só poder levar 2 atletas e a China ter os quatro primeiros lugares no ranking mundial, Hugo Calderano foi as Olimpíadas de Paris 2024 como cabeça-de-chave nº 4, o que era considerado uma vantagem nesta situação, visto que os cabeças de chave 3 e 4 só enfrentariam chineses a partir da semifinal.
Na primeira fase, venceu o Cubano Andy Pereira (57º no ranking ITTF) por 4x0 (11/8, 11/7, 11/9, 11/4), mesmo adversário que eliminou na partida inicial nas Olimpíadas de 2020, no Rio de Janeiro. Na segunda fase, eliminou o espanhol Álvaro Robles (34º no ranking ITTF) por 4x2 (7/11, 13/11, 11/9, 8/11, 11/3, 11/5). Nas oitavas de final enfrentou o francês Alexis Lebrun (16º no ranking ITTF), eliminando o mesmo por 4x1 (3/11, 11/5, 11/6, 11/3, 11/8). Já nas quartas de final eliminou o sul-coreano Jang Woojin (13º no ranking ITTF) por 4x0 (11/4, 11/7, 11/5, 11/6), se tornando o primeiro mesatenista das Américas a alcançar uma semifinal olímpica, batendo a marca anterior, atingida por ele mesmo nas Olimpíadas de 2020. Nas semifinais, Calderano enfrentou o sueco Truls Möregårdh, 26º do mundo, vice-campeão do Campeonato Mundial de 2021, e que eliminou o chinês número 1 do mundo, Wang Chuqin, na 2ª rodada. Contra a surpresa da competição, Calderano acabou perdendo por 4 sets a 2 (10/12, 14/16, 11/7, 7/11, 12/10, 8/11) e foi para a disputa da medalha de bronze contra o francês Félix Lebrun (5º no ranking ITTF). Ao perder para o francês por 0x4 (6/11, 10/12, 7/11, 6/11), Calderano terminou em 4º lugar. Ele ainda participou da disputa por equipes, onde o Brasil igualou sua melhor colocação histórica em Olimpíadas, chegando às quartas de final.
Após seu desempenho nas Olimpíadas da França, Hugo Calderano retornou a 3ª colocação no ranking mundial. Ele estava com 4.070 pontos, atrás apenas dos chineses Wang Chuqin, com 7.925 pontos, e Fan Zhendong, com 5.523.

### 2024–presente
No Campeonato Pan-Americano de Tênis de Mesa de 2024, Calderano se tornou pentacampeão do torneio.
Na Copa do Mundo de Tênis de Mesa de 2025, em Macau, ele chegou às quartas de final, onde enfrentou o japonês nº 3 do mundo, Tomokazu Harimoto. Calderano derrotou Harimoto por 4 sets a 1, chegando pela primeira vez à semifinal da Copa do Mundo, onde enfrentaria o chinês Wang Chuqin, vice-líder do ranking mundial. Após estar perdendo por 3 sets a 1, Calderano aplicou uma virada histórica no chinês e venceu por 4 sets a 3, chegando à final. Foi o primeiro mesa-tenista de fora da Ásia e da Europa a chegar na decisão da Copa do Mundo. Na final, Calderano enfrentou o nº 1 do mundo, o chinês Lin Shidong. Calderano não deu chances ao líder do ranking mundial, vencendo a final por 4 sets a 1, obtendo o maior título de sua carreira.
Com isto, Calderano se tornou o primeiro mesatenista masculino da história das Américas a obter um título mundial, somando-se todas as competições existentes - o Campeonato Mundial de Tênis de Mesa, a Copa do Mundo de Tênis de Mesa e o ITTF World Tour Grand Finals, podendo-se incluir também os Jogos Olímpicos. Ele também é o primeiro mesatenista do continente americano a ganhar a Copa do Mundo, tanto no masculino ou feminino. O único outro caso existente no continente, na categoria individual, foi o da tenista Ruth Aarons, nascida nos Estados Unidos, que nos longínquos anos de 1936 e 1937, nos primórdios do esporte e à época do início da Segunda Guerra Mundial, ao participar do Campeonato Mundial de Tênis de Mesa, que possuía apenas 16 competidoras, sendo 14 européias e 2 jogadoras de seu país (não podendo, portanto, ser considerado totalmente um campeonato "mundial", visto que era basicamente um Campeonato Europeu com 2 jogadoras dos Estados Unidos a mais), obteve dois títulos.
Logo após a Copa do Mundo, Calderano alcançou o posto de número 3 do mundo pela terceira vez na carreira.
No Campeonato Mundial de Tênis de Mesa de 2025, ele venceu 4 jogos, chegando às quartas de final da competição, onde enfrentaria o sul-coreano An Jae-hyun, nº 17 do mundo, que eliminou o francês Félix Lebrun, nº 6 mundial, por 4 a 3 nas oitavas. Calderano venceu por 4 sets a 1, se tornando o primeiro jogador da América Latina a chegar na semifinal do Mundial, garantindo assim uma medalha. Nas semifinais, ele derrotou o chinês Liang Jingkun, número 5 do mundo, por 4 a 3, tornando-se o primeiro jogador masculino de fora da Ásia e da Europa a chegar na decisão do Mundial. Na final do Mundial, acabou derrotado por 4 a 1 para o chinês número 2 do mundo Wang Chuqin e terminou como vice-campeão. Calderano atribuiu como um dos fatores principais o fato de ter gasto muita energia na semifinal e com isto não ter conseguido chegar 100% fisicamente para a decisão. Com isto, o Brasil se tornou o 15º país na história a ter um finalista na chave de simples masculina do Mundial, em 58 edições, o único de fora da Ásia ou Europa.. Ele e Takahashi também participaram nas duplas mistas no Mundial, onde foram eliminados na 2a rodada pela dupla n.1 do mundo. 
Participando pela última vez da Liga Alemã, pelo seu clube, o Ochsenhausen, Calderano derrotou na final o mesatenista alemão Timo Boll, ex-número 1 mundial, por 3 sets a 2, "aposentando" o mesmo, e obtendo o título da Liga. Calderano representou o Liebherr Ochsenhausen por nove temporadas, começando em 2014, aos 18 anos de idade. 
No WTT Star Contender Ljubljana, jogando em duplas mistas ao lado de Bruna Takahashi, derrotou a dupla n.3 do mundo, Chun Ting Wong e Hoi Kem Doo, de Hong Kong, e posteriormente a dupla alemã Verdonschot / Schreiner e a dupla de hong kong Ng / Yiu para chegarem à final do torneio, onde enfrentaram a dupla Sul-coreana nº 5 do mundo e cabeça de chave nº 1 do torneio, composta por Lim Jonghoon e Shin Yubin. A dupla Brasileira foi derrotada por 3 sets a 0, ficando assim em 2º lugar, com a medalha de prata.  Em simples, Calderano conquistou o bicampeonato seguido do torneio, ao vencer os irmãos Lebrun, da França - Calderano derrotou Alexis Lebrun na semifinal por 3 sets a 2 e Félix Lebrun na final por 4 sets a 2. Com isto, Calderano se aproximou da posição de nº 2 do ranking mundial. 
Em julho de 2025, quando ia participar do Grand Smash de Las Vegas, um dos 4 torneios equivalentes a um Grand Slam de tênis do circuito de tênis de mesa, buscando pontos para subir no ranking, acabou sendo o único atleta da competição a não conseguir entrar nos Estados Unidos para participar, por um problema com seu visto. Mesmo sendo cidadão português, fato que dispensaria a emissão de um visto regular, necessitaria preencher o formulário do Sistema Eletrônico para Autorização de Viagem. Contudo, por ter feito uma viagem à Cuba em 2023 para participar do Campeonato Pan-Americano, esse benefício lhe foi revogado. A sua assessoria ainda tentou um visto emergencial em cima da hora, contudo, sem sucesso.  
No WTT Contender de Buenos Aires,  obteve dois títulos: o de simples, obtendo seu 6º título individual em Contenders, e também obteve seu primeiro título em duplas mistas junto com Bruna Takahashi. 
No WTT Star Contender de Foz do Iguaçu, torneio de maior nível já realizado no Brasil,  enfrentou Benedikt Duda na final e em jogo muito disputado, venceu por 4 sets a 3, obtendo seu quarto título de Star Contender, o segundo no ano.
Calderano participou do Grand Smash da Europa, disputado em Malmö, Suécia, em agosto. Nas duplas mistas, junto com Bruna Taakahashi, chegaram pela primeira vez nas quartas de final de um Smash em mistas, e iriam enfrentar a dupla japonesa cabeça de chave n.4 do torneio Sora Matsushima e Satsuki Odo. 

## Vida pessoal
Hugo nasceu na cidade do Rio de Janeiro, é filho de Elisa Borges e Marcos Marinho Calderano, professor de educação fisíca, e estudou no Colégio Santo Inácio, um dos mais tradicionais colégios da cidade, até se mudar para França. Tem uma irmã mais nova chamada Sofia.
Entre 2015 e 2016 namorou a ex-mesatenista Martina Kohatsu. Atualmente, Calderano namora Bruna Takahashi, também atleta profissional de tênis de mesa.
Em seu tempo livre, joga basquete e toca violão, além de ter o cubo mágico como um dos seus hobbies. Hugo consegue montar um cubo mágico em menos de 10 segundos, tendo seu recorde pessoal em 5 segundos.
Calderano fala fluentemente português, inglês, francês, espanhol e alemão, e um pouco de chinês e italiano.
Outra habilidade curiosa do atleta é o conhecimento das capitais de todos os países do mundo. Hugo cita seu pai, que também tem essa habilidade, como inspiração, quando uma vez o observou responder em um quiz a capital do Suriname. Achou interessante essa habilidade e, com a ajuda de um atlas, decorou também.

## Melhores resultados por tipo de torneio

### Simples
Em janeiro de 2022 Calderano atingiu o posto de nº 3 no ranking mundial.
- Campeonato Pan-Americano de Tênis de Mesa: Campeão (2017, 2021, 2022, 2023, 2024) [121][70]
- Jogos Pan-Americanos: Campeão (2015, 2019, 2023) [122]
- WTT Contender: Campeão (Tunis 2022, Durban 2023, Doha 2023, Mascate 2023, Rio de Janeiro 2024, Buenos Aires 2025) [123][124][64][125]
- WTT Star Contender: Campeão (Doha 2021, Ljubljana 2024, Ljubljana 2025, Foz do Iguaçu 2025) [126][67][127][128]
- WTT Champions: Vice-campeão (Incheon 2024) [129]
- Grand Smash: Medalha de bronze (Singapura 2023) [49]
- ITTF World Tour Grand Finals: Medalha de bronze (Incheon 2018) [130]
- WTT Cup Finals: Medalha de bronze (Singapura 2021) [131]
- Copa do Mundo de Tênis de Mesa: Campeão (Macau 2025) [9]
- Campeonato Mundial de Tênis de Mesa: Vice-campeão (Doha 2025) [132]
- Jogos Olímpicos: Semifinal (Paris 2024)[133]

### Duplas
Em 2017, a dupla Calderano/Tsuboi era a 3ª melhor do ranking mundial, atrás apenas dos japoneses Masataka Morizono e Yuya Oshima e dos chineses Xu Xin e Zhang Jike.
- Jogos Pan-Americanos: Campeão (2019);[135]
- Super série: Prata (Qatar Open 2015)[136]
- Aberto da Hungria 2016: Prata[134]
- Aberto da Suécia 2017: Ouro[134]
- Rio de Janeiro Open 2017: Ouro[137]
- Aberto da República Tcheca 2017: Bronze, jogando com Simon Gauzy [138]
- Campeonato Mundial de Tênis de Mesa: oitavas de final (Suzhou 2015, Dusseldorf 2017)[136][139]

### Duplas Mistas
Em 2025, a dupla Calderano/Takahashi era a 10ª melhor do ranking mundial, sendo este o melhor ranking obtido por Calderano nesta modalidade, apesar de já ter feiro parcerias com outras atletas. 
Melhores resultados individuais de Calderano nesta modalidade:
- Campeonato Pan-Americano de Tênis de Mesa: Vice-campeão (2024) [141]
- Aberto da Hungria: Oitavas de final (2019) [142][143]
- WTT Contender: Campeão (Buenos Aires 2025) [144]
- WTT Star Contender: Vice-campeão (Ljubljana 2025) [145]
- Grand Smash:  Quartas de final (Malmö 2025) [146]
- Campeonato Mundial de Tênis de Mesa: 3ª rodada (Suzhou 2015) [147]

### Equipe
De abril de 2021 a junho de 2023, o time do Brasil era o 6º melhor do mundo.
- Campeonato Pan-Americano de Tênis de Mesa: Campeão (2017, 2021, 2022, 2023)[54]
- Jogos Pan-Americanos: Campeão (2015, 2023) [151]
- Copa do Mundo de Tênis de Mesa: Quartas de final (Dubai 2015, Londres 2018, Tóquio 2019) [152][153][154]
- Campeonato Mundial de Tênis de Mesa: Quartas de Final (Halmstad 2018) [32]
- Jogos Olímpicos: Quartas de final (Tóquio 2020, Paris 2024) [155][80]

## Conquistas

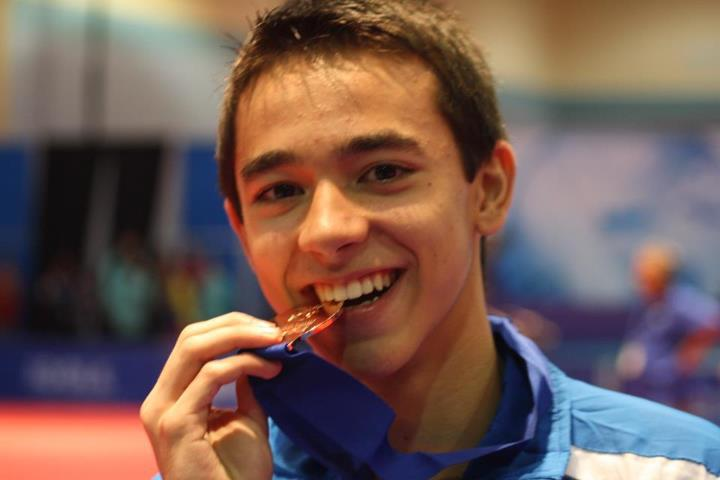
Hugo Calderano em 2012

- 2009 — Prêmio Brasil Olímpico de melhor atleta escolar
- 2011 — Primeiro lugar Aberto de Jovens da Suécia[156]
- 2011 — Três medalhas de ouro (equipes, duplas e individual) no Circuito Mundial disputado na Polônia[157]
- 2012 — Terceiro lugar Desafio Mundial Infantil
- 2012 — Terceiro lugar por equipes - Campeonato Mundial Cadete[158]
- 2012 — Primeiro lugar ranking  do Circuito da Federação Internacional de Tênis de Mesa (ITTF, na sigla em inglês) juvenil masculino
- 2012 — Campeão sul-americano juvenil - Buenos Aires, Argentina
- 2012 — Campeão do Aberto Juvenil da Polônia
- 2012 — Campeão do Aberto Juvenil do México
- 2013 — Prêmio Brasil Olímpico melhor atleta na modalidade
- 2014 — Campeão latino-americano adulto - Santo Domingo, República Dominicana
- 2014 — Campeão do Aberto do Japão Sub-21
- 2014 — Medalha de bronze nos Jogos Olímpicos da Juventude
- 2014 — Terceiro lugar Grand Finals World Tour Sub-21
- 2014 — Prêmio Brasil Olímpico melhor atleta na modalidade
- 2015 — Segundo lugar no torneio de duplas do Aberto do Qatar, jogando com Gustavo Tsuboi
- 2015 — Bicampeão latino-americano - Buenos Aires, Argentina
- 2015 — Campeão individual nos Jogos Pan-Americanos de Toronto
- 2015 — Indicado ao ITTF Star Awards como atleta revelação do ano
- 2016 — Tricampeão latino-americano - San Juan, Porto Rico[159]
- 2016 — Segundo lugar no Aberto da Áustria
- 2016 — Campeão nas duplas com Gustavo Tsuboi no Aberto da Suécia
- 2016 — Eleito melhor atleta do tênis de mesa pelo COB (Comitê Olímpico Brasileiro)
- 2017 — Segundo lugar nas duplas com Gustavo Tsuboi  no Aberto da Hungria
- 2017 — Campeão individual no Aberto do Brasil[27]
- 2017 — Campeão nas duplas no Aberto do Brasil[28]
- 2018 — Segundo lugar no Aberto do Qatar[160]
- 2018 — Indicado ao ITTF Star Awards como melhor atleta masculino do ano